# Heteropoda pressula
Heteropoda pressula là một loài nhện trong họ Sparassidae.
Loài này thuộc chi Heteropoda. Heteropoda pressula được Eugène Simon miêu tả năm 1886.